# Теофило Стивенсон
Теофило Стивенсон (на испански: Teófilo Stevenson Lawrence) е кубински боксьор аматьор, инженер. Той е трикратен олимпийски шампион (измежду едва трима трикратни олимпийски шампиони, заедно с Феликс Савон и Ласло Пап) – през 1972, 1976, 1980 г., и трикратен световен шампион за аматьори (при най-тежките) – през 1974, 1978, 1986 г.

## Биография
След Олимпиадата в Канада (1976) му предлагат 2 милиона щатски долара за преминаване в професионалния бокс и бой с Мохамед Али. Сумата по онези времена е свръхвисока даже за професионалисти, но да отиде в САЩ, които са обявили разнообразни санкции и блокада на Куба, означавало да стане невъзвращенец за родината си с всички произтичащи от това последствия за него лично и за най-близките му роднини. Затова отказва, като достойно отговаря буквално следното: „Пред 2 милиона долара предпочитам любовта на 8 милиона кубинци!“.
След като завършва състезателната си кариера през 1988 г., преминава на треньорска работа. Заема поста вицепрезидент на Кубинската федерация по бокс. Работи в Националния институт по спорт и физическо възпитание.